# Gewone bronlibel
De gewone bronlibel (Cordulegaster boltonii) is een echte libel (Anisoptera) uit de familie van de bronlibellen (Cordulegastridae), die voorkomt bij schone, enigszins beschaduwde beekjes. Het is de grootste libel die in Nederland voorkomt, maar hij is daar zeer zeldzaam. In België komt de soort iets algemener voor in de Ardennen, maar ook daar heeft hij de status "bedreigd".
De wetenschappelijke naam van de soort werd in 1807 als Libellula boltonii gepubliceerd door Edward Donovan.

## Kenmerken
De gewone bronlibel is de grootste libel van Nederland, nog iets groter dan de grote keizerlibel (Anax imperator). Vrouwtjes zijn gemiddeld groter dan de mannetjes. Het achterlijf is zwart, met op de meeste segmenten twee gepaarde gele vlekjes midden op het segment en twee gepaarde kleine gele streepjes bij de achterrand van het segment. Het borststuk is zwart met gele strepen en de ogen zijn groen. Kenmerkend voor de familie van de bronlibellen is dat de ogen elkaar boven op de kop slechts in één punt raken. Mannetjes hebben een duidelijke knotsvormige verbreding van het achterlijf, ter hoogte van de segmenten 7–9. Vrouwtjes hebben een lange legschede, die duidelijk voorbij het uiteinde van het achterlijf steekt. De lichaamslengte van volwassen dieren ligt tussen 74 en 85 millimeter.
De larve is ook groot tot zeer groot (35–47 mm lang), met als karakteristiek kenmerk de diepe en onregelmatige tanden op de labiale palp.

## Vliegtijd
De vliegtijd van de gewone bronlibel is eind mei tot en met eind augustus, met de hoogste aantallen vanaf half juni tot en met eind juli.

## Gedrag en voortplanting
De larven leven grotendeels ingegraven in het bodemsubstraat van de beek, op stroomluwe plaatsen. Ze worden vooral aangetroffen op plekken waar fijn zand, slib en een laagje detritus is afgezet. Verscholen in dit materiaal wordt passief gejaagd op voorbijkomende waterbeestjes. Ingegraven in de bodem kunnen de larven een korte tijd van droogte overleven. Het larvenstadium duurt lang. Bij gunstige omstandigheden kan de soort na twee winters al uitsluipen, maar meestal overwintert de soort drie of vier keer, soms zelfs vijf keer. Uitsluipen gebeurt van eind mei tot begin augustus, met de hoogste aantallen tussen half juni en half juli.
Volwassen exemplaren jagen op zonnige plekken in de buurt van bos, bijvoorbeeld langs bosranden of boven bospaden. Ze vliegen hierbij met hoge snelheid en vaak op meerdere meters hoogte. De meeste waarnemingen worden gedaan van patrouillerende mannetjes die rustig heen en weer vliegen boven de beek, laag boven het water. Op die wijze wordt een tijdelijk territorium van vaak meerdere tientallen meters verdedigd tegen andere mannetjes. Vrouwtjes die zich bij het water laten zien worden direct gegrepen voor de paring, wat meestal in het bos plaatsvindt. Na de paring keert het wijfje alleen naar de beek terug. Ze zet de eieren af op een stille modderige of zandige plek in de bedding. Dit gebeurt in vlucht, op een zeer karakteristieke manier: het achterlijf wordt recht naar beneden gehouden en met snelle op-en-neergaande vliegbewegingen prikt ze de legschede in het bodemsubstraat van de beek, waarbij steeds enkele eitjes worden afgezet ('naaimachinemethode'). Het achterlijf kan daarbij tot de helft onder water gaan. Het leggen gebeurt midden overdag vaak op beschaduwde plekken onder struiken. De eieren zijn ovaal in de vorm van een kippeëi, 0,7 x 0,5 mm groot.

## Habitat
De habitat van de gewone bronlibel bestaat uit schone, zuurstofrijke bovenlopen van beken, vaak met veel schaduw. In Nederland gaat het om bronbeekjes of beschaduwde bovenlopen van ongestoorde laaglandbeken. Deze bronbeekjes van een halve tot een meter breed zijn schoon, worden door kwel gevoed en hebben een zandige, fijnkiezelige en soms slibrijke bodem. Ook in het buitenland bestaat de biotoop uit bovenlopen van heldere beken, riviertjes in laagland of heuvelachtig terrein en bron- of kwelgebieden in venen of moerassen.

## Verspreidingsgebied
Het verspreidingsgebied van de gewone bronlibel loopt oostelijk waarschijnlijk tot aan de Oeral en zuidelijk tot in Noord-Afrika. In Europa is het een soort van Zuid- en Midden-Europa. De soort komt wel voor in Zuid-Scandinavië en Groot-Brittannië, maar niet in Ierland. Verder komt de gewone bronlibel ook voor in Oost-Europa, maar de verspreiding is hier niet goed bekend door overlap met de sterk gelijkende Balkanbronlibel. In veel landen is het geen zeldzame soort, maar in Nederland komt hij alleen voor in Limburg en oostelijk Noord-Brabant.

## Verwante en gelijkende soorten
Verwarring is mogelijk met vrouwtjes van de blauwe glazenmaker (Aeschna cyanea). Deze zijn ook groot en hebben eveneens een lichaamstekening van gelige vlekjes op een donkere achtergrond. Bovendien vliegen ze soms net als gewone bronlibellen boven schaduwrijke beekjes. Bij de blauwe glazenmaker is de vlekkentekening echter uitgebreider en meestal groenig in plaats van echt geel. Vooral bij de achterlijfspunt is de tekening zeer uitgebreid ('lantaarntje'). Bovendien raken de ogen elkaar boven op de kop over een langere afstand dan bij de gewone bronlibel.
In bepaalde gebieden is ook verwarring mogelijk met de sterk gelijkende zuidelijke bronlibel (Cordulegaster bidentata), die in Zuid- en Zuidoost-Europa voorkomt. Deze soort is in België en Duitsland tot vlak bij de Nederlandse grens waargenomen! De zuidelijke bronlibel heeft wel de gepaarde gele vlekjes midden op de segmenten, maar op segmenten 5-8 ontbreken de kleine gele streepjes aan de achterrand. Verder zijn er subtiele verschillen in de tekening op de zijkant van het borststuk, de zijkant van het achterlijf en op het voorhoofd. Ook de vorm van de achterlijfsaanhangselen bij de mannetjes verschilt.
In het larvestadium is er door de karakteristieke kenmerken geen verwarring mogelijk met andere soorten in Nederland. Wel met de in het buitenland voorkomende zuidelijke bronlibel; deze heeft echter geen zijdoornen.

## Bedreigingen en bescherming
De gewone bronlibel is nog niet beoordeeld op de Rode Lijst van de IUCN. Op de Nederlandse Rode Lijst (2004) en op de Belgische Rode Lijst (1998) geldt de soort als bedreigd. Ze werd in 2005 gevalideerd en vastgesteld (lees "gepubliceerd in het Belgisch Staatsblad als bedreigd"). 

## Afbeeldingen

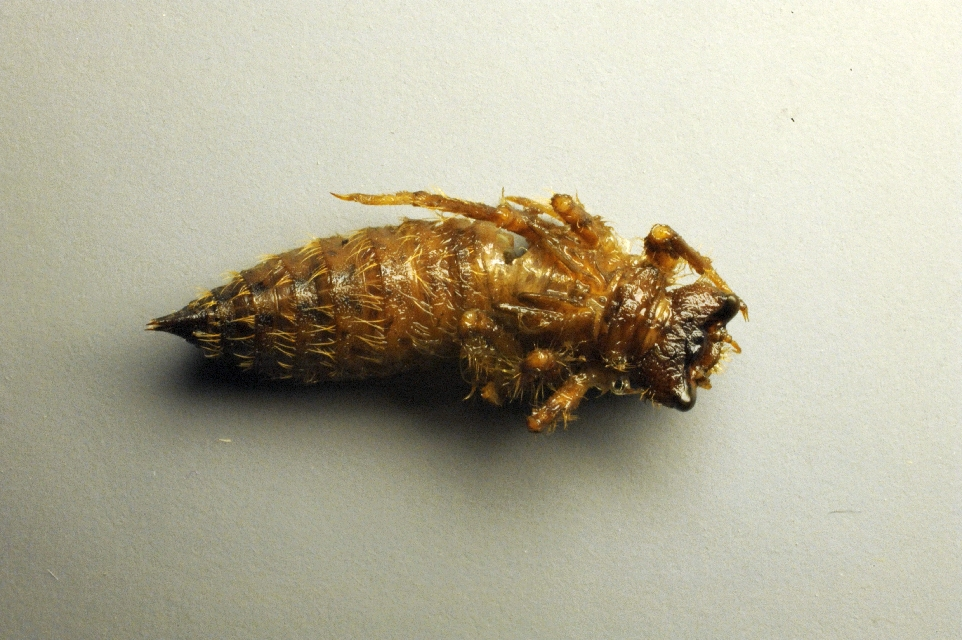
Exuvium